# Antonio Barragán
Antonio Juan Barragán Fernández (Pontedeume, Spanyolország, 1987. június 12. –) spanyol labdarúgó, az Elche játékosa.

## Pályafutása

### Liverpool
Barragán a Sevilla ifiakadémiáján futballozott, majd 2005 júliusában, 18 éves korában leigazolta a Liverpool. A 2005/06-os szezont a tartalékok között töltötte, de egy PFK CSZKA Szofija elleni Bajnokok Ligája-selejtezőn lehetőséget kapott az első csapatban, csereként váltva Fernando Morientest. Ezzel ő lett a legfiatalabb külföldi, aki addig pályára lépett a vörös mezeseknél.

### Deportivo La Coruña
2006. augusztus 4-én egymillió euróért a Deportivo de La Coruñához igazolt. Az első nyolc meccsen kivétel nélkül kezdőként kapott lehetőséget és a Real Sociedad ellen első gólját is megszerezte. Ezt követően jobbhátvéd posztján egymást váltva kaptak lehetőséget Manuel Pablóval, de 2008 áprilisában Barragán térdtörést szenvedett, ami miatt a teljes 2008/09-es idényt ki kellett hagynia.
2008-ban klubja a beleegyezése nélkül szerződést bontott vele, ami után sikeres, 400 ezer eurós kártérítési pert indított a csapat ellen. Később a Deportivo úgy döntött, hogy visszaveszi Barragánt a keretbe.

### Real Valladolid
2009 júniusában hároméves szerződést kötött a Real Valladoliddal, ahol végül két szezont töltött. A 2009/10-es évadot az élvonalban, míg a következő szezont a másodosztályban töltötte a csapattal.

### Valencia
Barragán 2011. augusztus 30-án 1,5 millió euró ellenében a Valenciához szerződött. Első szezonjában nagyjából egyformán arányban kapott lehetőséget a csapat másik két jobbhátvédjével, Brunóval és Miguellel. A csapat a harmadik helyen zárt, így indulhatott a Bajnokok Ligájában. Első gólját 2014. március 13-án, egy PFK Ludogorec Razgrad elleni Európa-liga-mérkőzésen szerezte. 2015. január 5-én, a Real Madrid 2-1-es legyőzése során első bajnoki találatát is megszerezte, amivel véget ért a Real 22 meccses veretlenségi sorozata.

### Middlesbrough
2016. július 15-én Barragán visszatért Angliába, három évre szóló szerződést kötve a Middlesbrough-val. Augusztus 13-án debütált a Premier League-ben, végigjátszva a Stoke City elleni mérkőzést.

### Betis
2017. július 6-án egy éves kölcsön szerződét írt alá a Real Betis csapatával. Egy évvel később végleg a klub játékosa lett.

### Elche
2020. október 4-én az Elche csapatába írt alá.

### A válogatottban
Barragán tagja volt annak az U19-es spanyol válogatottnak, mely megnyerte a 2006-os U19-es Eb-t. Néhány hónappal később jó teljesítménye miatt a felnőtt válogatotthoz is meghívták, de ott végül nem, csak az U21-es csapatban kapott lehetőséget.

## Külső hivatkozások
- Antonio Barragán adatlapja a Soccerway oldalon (angolul)
- Antonio Barragán pályafutásának statisztikái a Soccerbase oldalon (angolul)